# Лиман Второй (Харьковская область)
Лиман Второй (укр. Лиман Другий) — село,
Лиманский Второй сельский совет,
Двуречанский район,
Харьковская область, Украина.
Код КОАТУУ — 6321882701. Население по переписи 2001 года составляет 653 (294/359 м/ж) человека.
Является административным центром Лиманского Второго сельского совета, в который не входят другие населённые пункты.

## Географическое положение
Село Лиман Второй находится в 2-х км от реки Оскол (левый берег), от реки село отделяет лесной массив (сосна), на противоположном берегу расположено село Каменка, выше по течению на расстоянии в 1 км — село Тополи, ниже по течению в 3-х км — Орловка, в 4-х км — Петровка.
Вокруг села несколько озёр, в том числе озеро Лиман 1-й, по селу протекает пересыхающий ручей, выше по течению которого к селу примыкает село Николаевка.
Село пересекает железная дорога, станция Лиманская.

## История
- 1922 — дата основания.

## Достопримечательности
- Памятник воинам-односельчанам. 1941—1945 гг.